# Carte de la Pologne
Carte de la Pologne divisée par provinces et palatinats et subdivisée par district construite d’après d’arpentages – zbiór 24 map terenów I Rzeczypospolitej autorstwa włoskiego astronoma Giovanniego Antonia Rizzi Zannoniego wydany w Paryżu w 1772.
Powstanie dzieła poprzedzały wieloletnie prace naukowe zlecone kartografom i geografom przez wojewodę nowogródzkiego, Józefa Aleksandra Jabłonowskiego. Ostateczną postać zbioru przygotował Rizzi Zannoni. Mapy (skala około 1:690.000 lub 1:692.000) najczęściej wydawano zbiorczo i oprawiano w formie jednolitego atlasu, który uchodzi za najdokładniejszą przedrozbiorową drukowaną mapę generalną Polski. Zawiera około 50.000 nazw geograficznych. Była wielokrotnie przerabiana, wydawana w różnych wersjach, a także wykorzystywana militarnie, m.in. przez Napoleona.